# Ульстен, Ян
Ян О́ке У́льстен (швед. Jan Åke Ullsten; род. 29 ноября 1954) — шведский кёрлингист.
В составе мужской сборной команды Швеции участник двух чемпионатов мира (серебряные призёры в 1974), чемпионата Европы 1979 (серебряные призёры). В составе мужской юниорской сборной Швеции чемпион мира (1975) и серебряный призёр чемпионата мира (1976). В составе мужской сборной ветеранов Швеции бронзовый призёр чемпионата мира 2006.
Играл на позиции четвёртого, был скипом команды.
В 1989 введён в Зал славы шведского кёрлинга (швед. Stora Curlare).

## Достижения
- Чемпионат мира по кёрлингу среди мужчин: серебро (1974).
- Чемпионат Европы по кёрлингу: серебро (1979).
- Чемпионат Швеции по кёрлингу среди мужчин: золото (1974, 1981).
- Чемпионат мира по кёрлингу среди юниоров: золото (1975), серебро (1976).
- Чемпионат Швеции по кёрлингу среди юниоров: золото (1975, 1976).
- Чемпионат мира по кёрлингу среди ветеранов: бронза (2006).

## Команды
| Сезон   | Четвёртый  | Третий          | Второй           | Первый          | Запасной     | Турниры                      |
| ------- | ---------- | --------------- | ---------------- | --------------- | ------------ | ---------------------------- |
| 1973—74 | Ян Ульстен | Том Берггрен    | Андерс Гран      | Рогер Бредин    |              | ЧШМ 1974 · ЧМ 1974           |
| 1974—75 | Ян Ульстен | Mats Nyberg     | Андерс Гран      | Bo Söderström   |              | ЧШЮ 1975 · ЧМЮ 1975          |
| 1975—76 | Ян Ульстен | Mats Nyberg     | Андерс Гран      | Bo Söderström   |              | ЧШЮ 1976 · ЧМЮ 1976          |
| 1979—80 | Ян Ульстен | Андерс Тидхольм | Андерс Нильссон  | Ханс Сёдерстрём | Bertil Timan | ЧЕ 1979                      |
| 1980—81 | Ян Ульстен | Андерс Тидхольм | Андерс Нильссон  | Ханс Сёдерстрём |              | ЧШМ 1981 · ЧМ 1981 (5 место) |
| 2005—06 | Ян Ульстен | Бьёрн Рудстрём  | Ларс Страндквист | Ларс Энгблум    |              | ЧМВ 2006                     |

(скипы выделены полужирным шрифтом)